# أوياما تاداو
أوياما تاداو (باليابانية: 青山忠雄؛ بالكانا: あおやま ただお) هو ساموراي ياباني، ولد في 6 سبتمبر 1651 في كومورو في اليابان، وتوفي في 6 سبتمبر 1685.